# Galbenu
Galbenu – wieś w Rumunii, w okręgu Braiła, w gminie Galbenu. W 2011 roku liczyła 1018 mieszkańców.